# 敷香町
敷香町（日语：／ Shisuka chō */?）是日本領有下的樺太廳（南樺太）的一個已不存在的町，現在名為波羅奈斯克。是樺太北部的中心都市，也是支廳所在地。1941年時有人口30,310人。是當時日本最北的一町。
名稱來自阿伊努語的「sir-tukari」（山的前面）。

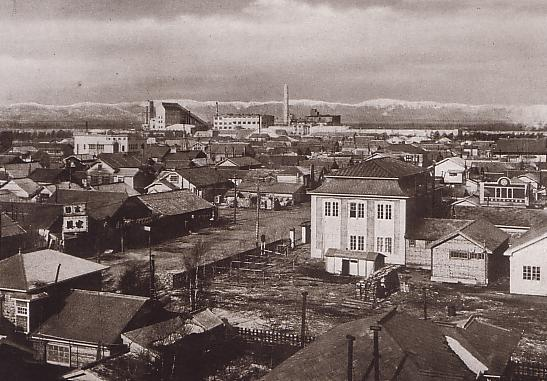
街景
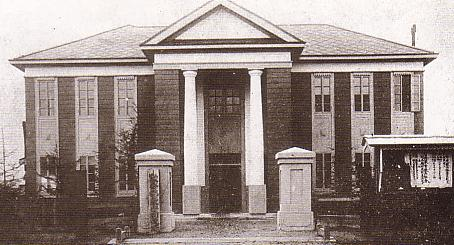
敷香町公所
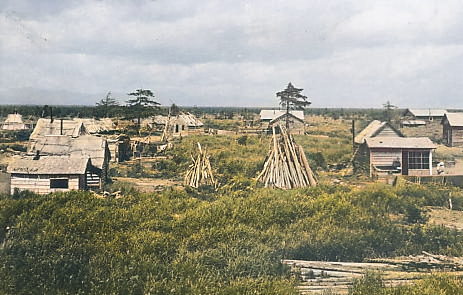
原住民部落